# Ballitore
Ballitore (auch: Ballytore, irisch Béal Átha an Tuair) ist ein Dorf im irischen County Kildare. Laut der Volkszählung von 2022 hat Ballitore 667 Einwohner.

## Lage
Ballitore liegt etwa 52 Kilometer südwestlich von Dublin und etwa elf Kilometer östlich von Athy am Fluss Greese. Westlich der Ortschaft verläuft die M9 aus Richtung Dublin kommend nach Kilkenny und Waterford. Östlich verläuft die R448 von Kilcullen nach Castledermot. Von dieser Straße geht im Norden die R415 nach Kildare ab und im Süden kreuzt die R747 nach Athy und Baltinglass.

## Geschichte
Ballitore ist eine planmäßig angelegte Ortschaft der Quakergemeinde in Irland. 1707 wurde das Gemeindehaus errichtet. 1726 wurde die Schule gebaut. Die konfessionsoffene Schule wurde von der Shackleton-Familie errichtet und betrieben. Während zahlreiche Gebäude der Ortschaft in der Rebellion von 1798 zerstört wurden, wurde die Schule 2013 abgerissen worden, um Platz für einen lebensmittelverarbeitenden Betrieb zu schaffen.
1920 wurden die Gebäude der Royal Irish Constabulary abgebrannt. 1923 wurde das Haus der Shackleton-Familie niedergebrannt. 

## Sehenswürdigkeiten
- Ballitore House war durch die IRA abgebrannt, aber 1926 wieder aufgebaut worden. Das Gebäude verfiel dann aber doch.
- Ruine der Mühle von Ballitore
- Griesebank House ist ein georgianisches Gebäude aus der Zeit um 1700.
- Griesemount House ist ein neogeorgianisches Gebäude, das 1817 errichtet wurde.
- Friedhof der Quakergemeinde, die für die Zeit der Anlage ungewöhnlicherweise keine Kirche oder Kapelle aufweist.
- Das 1707 errichtete Gemeindehaus der Quaker wird noch heute für Versammlungen und Gottesdienste genutzt.
- Das (Mary) Landbeater House wird heute als Bibliothek und Museum genutzt.
- Der Shaker Store verkauft in dem Gebäude aus der Zeit um 1770 noch heute Shaker-Möbel.

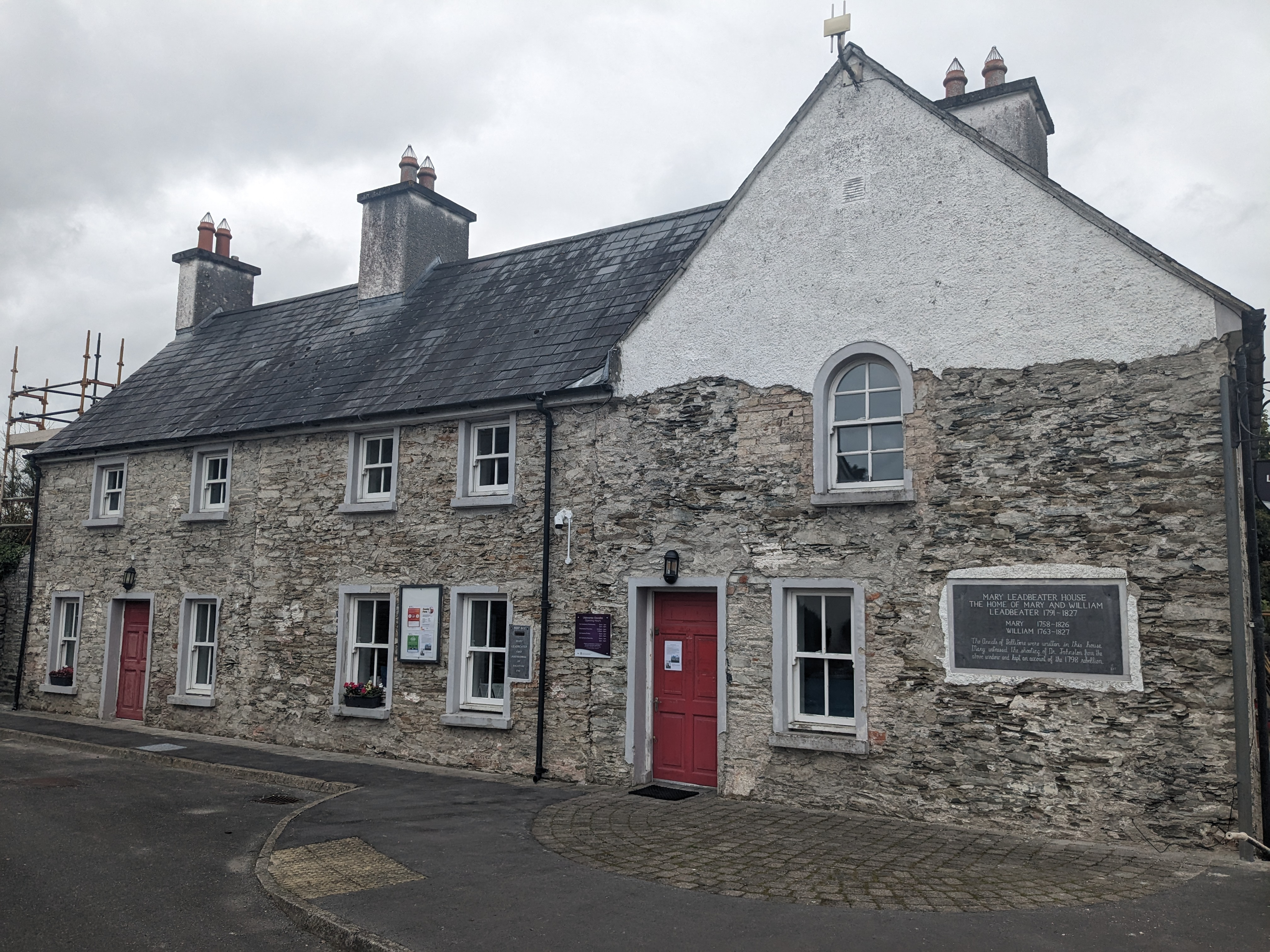
Das Landbeater House
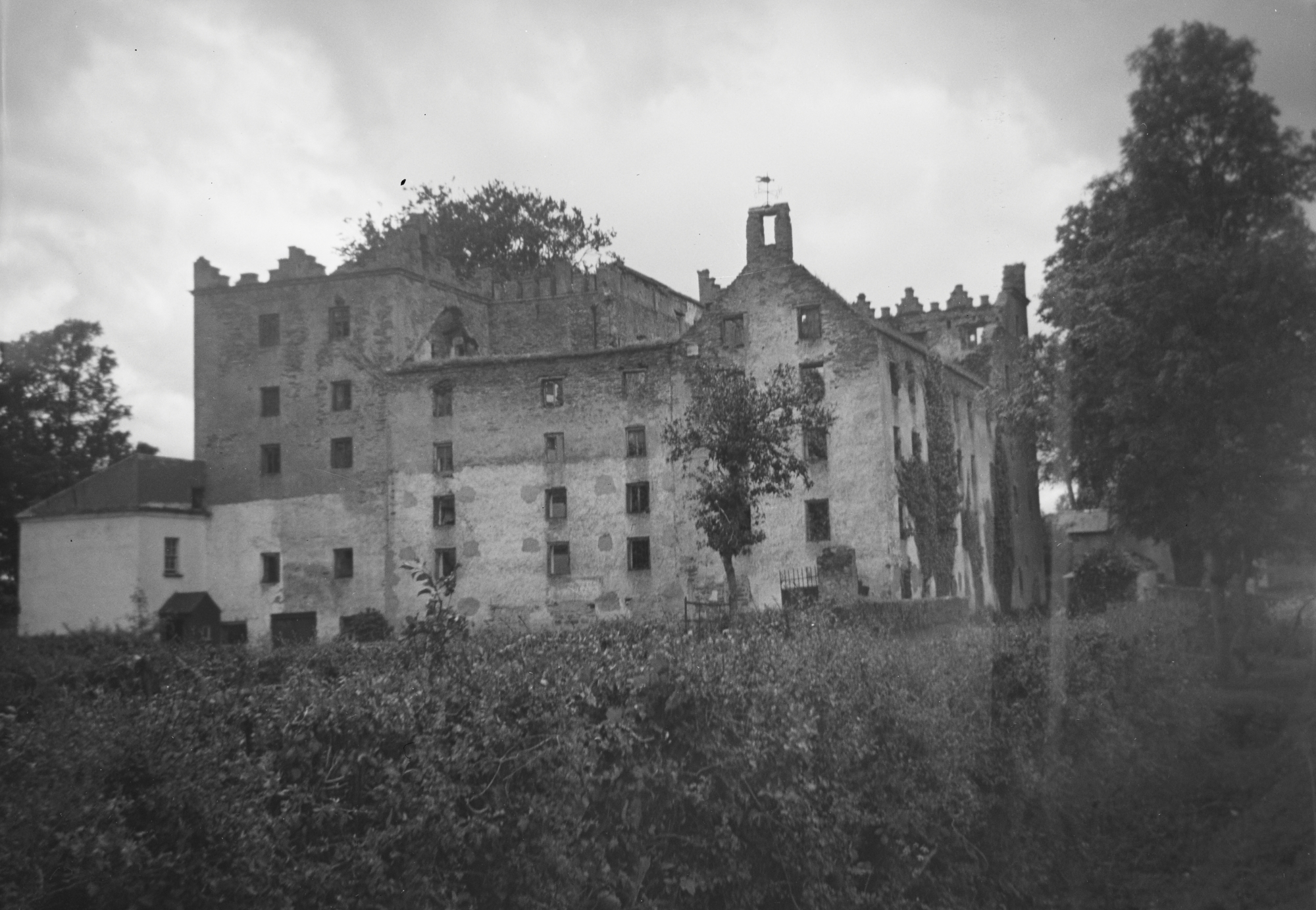
Ballitore Mühle
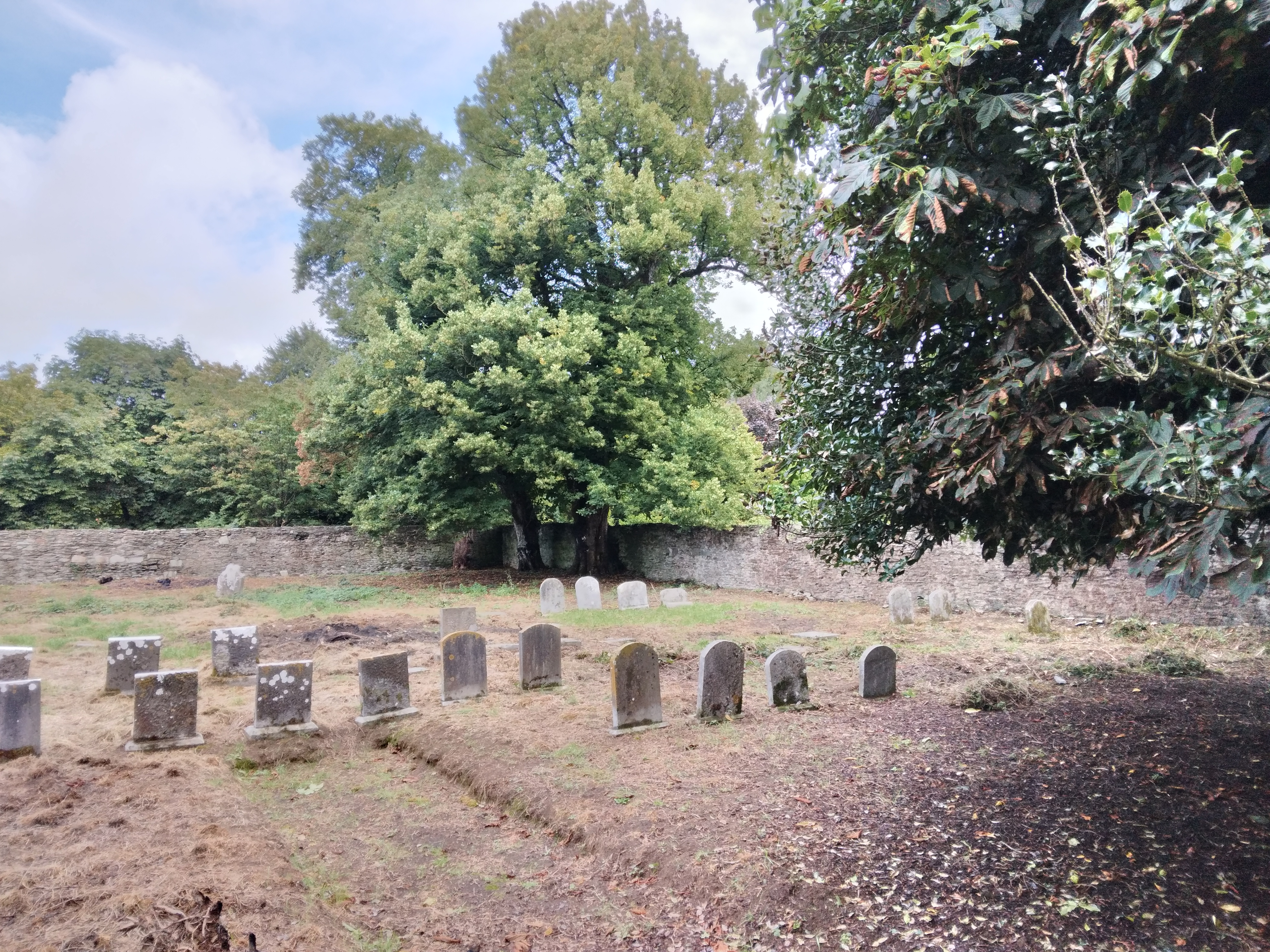
Friedhof der Quaker-Gemeinde

## Persönlichkeiten
- Richard Brocklesby (1722–1797), englischer Arzt, hier zur Schule gegangen
- Lydia Shackleton (1828–1914), Quakerin und Pflanzenmalerin